# Symfonie nr. 6 (Mahler)
De Zesde Symfonie in a mineur, ook bekend onder de bijnaam Tragische, van Gustav Mahler werd gecomponeerd in 1903 en 1904 en door Mahler herzien in 1906. De eerste uitvoering was in Essen op 27 mei 1906 met Mahler als dirigent. De symfonie werd tijdens de première goed ontvangen (voor bijvoorbeeld Alban Berg was het "de enige Zesde, ondanks de Pastorale"), maar de meningen van critici waren verdeeld.

## Bezetting
De 6e symfonie is geschreven voor een symfonieorkest bestaande uit :
- 5 fluiten waarvan één piccolo
- 5 hobo's, waarvan één althobo
- 5 klarinetten waarvan één basklarinet
- 5 fagotten waarvan één contrafagot
- 8 hoorns
- 6 trompetten, 4 trombones waarvan één bastrombone
- 1 tuba
- glockenspiel
- xylofoon
- grote trom
- kleine trom
- tamboerijn
- triangel
- bekkens
- tamtam
- 6 pauken (waarvan 4 voor één speler bedoeld zijn en 2 voor de andere)
- hamer¹
- 2 of meer klokken van onbepaalde hoogte
- koebellen
- 2 tot 4 harpen
- celesta
- strijkers.

¹ In het laatste deel komen drie hamerslagen voor waarover Mahler schreef: "kort en machtig, maar zonder resonantie, en niet metalig (zoals een bijl)". Dit leidde tot een probleem, aangezien het geluid van een resonantieloze hamer vrijwel niet te horen is op grote afstand (tijdens de première waren de hamerslagen onhoorbaar bij het publiek). De gebruikelijkste manier is tegenwoordig het gebruik van een houten 'kast' die ongeveer zo groot is als een wasmachine, waar met een grote hamer tegenaangeslagen wordt.
Zoals in zijn meeste werken schrijft Mahler meer instrumenten voor "indien mogelijk", zoals twee of meer celesta's, "een aantal" triangels tegen het einde van het 1e deel, en op een bepaald punt in het 4e deel "een aantal" bekkens. Aan het begin van elk deel schrijft Mahler 2 harpen voor, maar op een bepaald punt in het Scherzo 4 harpen, en op een bepaald punt in het Andante "veel" harpen.

## Opbouw
Het werk bestaat uit vier delen:
- Allegro energico, ma non troppo. (a mineur - F majeur - Es majeur - A majeur)
- Andante moderato (Es majeur - g mineur)
- Scherzo (a mineur - F majeur - a mineur)
- Finale: Sostenuto - Allegro moderato - Allegro energico (a mineur - d mineur)

De symfonie duurt ongeveer 80 minuten.
Er is twijfel over de juiste volgorde van de middendelen (zie hieronder).

## Beschrijvingen per deel

### 1e deel
Dit deel staat in sonatevorm en begint met de celli en contrabassen. Na 5 maten introductie, die het karakter van een mars hebben, wordt het 1e hoofdthema gespeeld. Vlak na dit thema wordt het 2e hoofdthema aangekondigd door een kenmerkend ritme van de pauken en een akkoord dat van A majeur in a mineur verandert. Het wordt door de trompetten en de hobo's gespeeld. Dit thema wordt door de meeste mensen als het 'motief van het lot' gezien en komt door de hele symfonie terug:
Hierna sterft de muziek langzaam weg, waarna het 3e thema, in F majeur, ingezet wordt door de violen.
Nadat de gehele expositie herhaald is (wat zeer ongebruikelijk is bij Mahler) begint de doorwerking met een marsachtige variatie op het 1e thema, waarna het 3e thema, gecombineerd met koebellen, de sfeer van het platteland oproepen. De reprise herhaalt eerst, sterk gevarieerd, het 1e thema, waarna het 2e thema exact herhaald wordt, alleen twee keer zo snel. Vervolgens herinnert de grote trom kort aan de introductie (nu in e mineur), waaruit de zeer uitbundige variatie op het 3e thema, dit keer in A majeur, ontstaat waarmee het deel eindigt. Het 1e deel duurt ongeveer 22 minuten.

### 2e of 3e deel (Andante)
Het Andante is het rustpunt van de symfonie. Het introverte hoofdthema bestaat uit 10 maten en staat formeel in Es majeur, maar het is geschreven op een manier dat het tegelijkertijd in Es majeur en es mineur staat. De orkestratie is vriendelijker en gematigder hier, ook komen de koebellen hier weer terug. Dit deel duurt ongeveer een kwartier.

### 3e of 2e deel (Scherzo)
Dit deel keert terug naar het turbulente, marsachtige karakter van het 1e deel, maar nu in 3/4 maat. Het hoofdthema is bovendien gebaseerd op het 1e thema van het 1e deel, maar onrustiger en met een schellere klankkeur. Het trio is ritmisch onregelmatig (wisselend van 3/8 naar 4/8 naar 3/4), rustiger, en heeft het bijschrift Altvaterisch (ouderwets). Het Scherzo duurt ongeveer 13 minuten.

### 4e deel
Ook dit deel, dat ongeveer 30 minuten duurt, staat in sonatevorm en is gekenmerkt door zeer grote wisselingen in tempo en dynamiek. Aan het begin van de doorwerking zijn nog één keer de koebellen te horen samen met een celesta-solo, waarna de eerste en tweede hamerslag enkele minuten na elkaar volgen. Het 'motief van het lot' komt door het gehele deel meerdere malen voor; de muziek wordt, naarmate het deel vordert, steeds wanhopiger. Aan het begin van het coda komt de 3e hamerslag waarna de meeste instrumenten wegvallen; alleen de koperblazers en lage strijkinstrumenten blijven over, begeleid door zacht paukengeroffel. Even verandert de toonsoort van a mineur in A majeur, daarna wordt het weer a mineur. De muziek wordt steeds zachter en langzamer, tot alleen de celli en contrabassen overblijven en langzamerhand geheel wegsterven. Tot slot komt het hele orkest ineens fff terug met het motief (en ritme!) van het lot, maar nu alleen maar in mineur. Een zacht pizzicato van de strijkers sluit de symfonie af.

### Volgorde van de middendelen
Er is enige controverse over de volgorde van de middendelen (het Scherzo en het Andante). Mahler had oorspronkelijk een versie gemaakt waar het Scherzo het 2e deel, en het Andante het 3e was, zoals hij dat wel vaker deed (in zijn 1e en 4e symfonie, zijn enige symfonieën die uit 4 delen bestonden tot dan toe, kwam het snelle deel ook voor het langzame deel). In deze volgorde werd de symfonie voltooid en gepubliceerd. Tijdens de repetities besloot Mahler echter om het Andante voor het Scherzo te plaatsen (mogelijk vanwege enkele vrienden van hem, die het Scherzo te veel op het eerste deel vonden lijken), waarop hij een gewijzigde volgorde verzocht bij zijn uitgever, C.F. Kahnt, terwijl hij verzocht om briefjes te stoppen in alle partituren met de mededeling dat het Andante het 2e deel was. Zodoende werd de symfonie tijdens zijn leven altijd met het Andante voor het Scherzo gespeeld.
Willem Mengelberg, de chef-dirigent van het Concertgebouworkest dirigeerde de symfonie ook met het Andante als 2e deel, maar besloot in 1916 om het Scherzo als 2e deel te gaan nemen. Omdat hij toch nog twijfelde aan de juistheid van die beslissing schreef hij in 1919 aan Alma Mahler een telegram waarin hij naar de juiste volgorde vroeg. Zij stuurde aan Mengelberg een telegram terug waarin stond "Eerst het Scherzo, dan het Andante". Veel dirigenten bleven het Andante echter als tweede deel nemen en in de late jaren 50 werd het Andante bijna standaard als 2e deel gespeeld. In 1963, toen de 'kritische uitgave' van Erwin Ratz verscheen, stond het Scherzo echter weer als 2e deel, waarna de meeste dirigenten de symfonie in die volgorde gingen dirigeren, zoals Herbert von Karajan, Pierre Boulez, Georg Solti, Leonard Bernstein, Rafael Kubelík en Riccardo Chailly. De recentste kritische uitgave heeft het Andante weer voor het Scherzo gezet, vanwege het gebrek aan bewijs van Erwin Ratz. Tot de dirigenten die het Andante voor het Scherzo zetten, behoren Claudio Abbado, Mariss Jansons, Lorin Maazel, Simon Rattle en Valery Gergiev.
John Barbirolli bleef de symfonie met het Andante voor het Scherzo spelen; toen hij bij EMI de symfonie wilde opnemen met het Andante voor het Scherzo wisselde EMI zonder zijn toestemming de volgorde van de middendelen, zodat ze overeenstemmen met de kritische uitgave. Later heeft EMI het Andante weer voor het Scherzo gezet.

### Hamerslagen
Oorspronkelijk waren er in het 4e deel vijf hamerslagen: in de maten 9, 336, 479, 530 en 783. Tijdens de première in Essen zaten er echter maar 3 hamerslagen in: in de maten 336, 479 en 783. Mahler verwijderde later drie van de hamerslagen, zodat de symfonie alleen nog maar hamerslagen had in de maten 336 en 479; later werd de 3e hamerslag in maat 783 echter weer toegevoegd, bij de kritische uitgave (voor details, zie )
Er is gesuggereerd dat aan het verwijderen van de 3e hamerslag de functie van de hamerslagen ten grondslag ligt. In de maten 336 en 479 betekenen de hamerslagen de teloorgang van optimisme, terwijl de overige maten waar een hamerslag in voorkomt voorafgegaan worden door een motief in de violen. Dit motief komt vier keer voor; bij drie van de vier keren wordt daarna het motief van het lot gespeeld, en bij deze drie keren schreef Mahler een hamerslag voor om de kracht van dit motief te versterken.
Als Mahler de hamerslagen in de maten 9 en 530 zou verwijderen, zou hij in theorie ook de hamerslag uit maat 783 moeten verwijderen, omdat deze dezelfde functie heeft als de andere twee. Het is onduidelijk waarom hij deze niet verwijderde.
Overigens is het niet zeker of er in de maten 9 en 530 wel hamerslagen horen te zitten: Mahler schreef in het manuscript op de vijf genoemde plaatsen een percussie-instrument voor met blauw potlood. Deze waren niet gedefinieerd als hamerslagen, maar op drie van deze vijf punten kwam later een hamerslag. Het is dus zeer waarschijnlijk dat de andere twee oorspronkelijk ook als hamerslagen bedoeld waren.

## Opmerkingen
- Mahler zei over zijn symfonie: "De Zesde zal raadselen opwekken die alleen maar begrepen kunnen worden door iemand die mijn vijf vorige symfonieën goed in zich opgenomen heeft".
- Volgens Mahler voorspelden de drie hamerslagen drie grote tegenslagen die hij te verduren kreeg in het jaar na de première van de symfonie (1907): zijn ontslag van de Weense Opera (deze beslissing nam hij zelf, maar het is niet ondenkbaar dat een antisemitische campagne tegen Mahler een centrale rol heeft gespeeld), de dood van zijn oudste dochter Maria Anna, en de vaststelling van een ongeneeslijke hartziekte bij hem terwijl zijn dochter op haar sterfbed lag.
- Volgens de vrouw van Mahler, Alma Mahler-Werfel, heeft Mahler in het 3e thema van het 1e deel geprobeerd Alma uit te beelden ("Ik weet niet of het me gelukt is, maar je zult het ermee moeten doen.")

## Premières
- Wereldpremière: 27 mei 1906 in Essen, gedirigeerd door de componist (waaraan musici van de toenmalige Arnhemsche Orchest Vereeniging ter versterking meewerkten)
- Nederlandse première: 16 september 1916 in Amsterdam (Concertgebouworkest), gedirigeerd door Willem Mengelberg.
- Amerikaanse première: 11 december 1947 in New York, gedirigeerd door Dimitri Mitropoulos.
- Eerste opname: 1952 (Wiener Philharmoniker), gedirigeerd door Frederick Charles Adler

Symfonieën: Symfonie nr. 1, Titan · Symfonie nr. 2, Auferstehung · Symfonie nr. 3 · Symfonie nr. 4 · Symfonie nr. 5 · Symfonie nr. 6, Tragische · Symfonie nr. 7 · Symfonie nr. 8, Sinfonie der Tausend · Das Lied von der Erde · Symfonie nr. 9 · Symfonie nr. 10 (onvoltooid)

Orkestliederen: Das klagende Lied (cantate) · Lieder eines fahrenden Gesellen · Rückertlieder · Kindertotenlieder · Lieder aus "Des Knaben Wunderhorn"
- Bibliothèque nationale de France: cb13915893k (data)
- Catàleg d'autoritats de noms i títols de Catalunya: 981058522992106706
- Gemeinsame Normdatei: 300098073
- Library of Congress Control Number: n85205477
- MusicBrainz work: f693fd6d-8542-4bcc-9282-cf1d007515c1
- Nationale Bibliotheek van Israël: 987007583354305171
- LIBRIS: 170054
- Virtual International Authority File: 176231141